# Matene
Matene (ou Matenne) est un village du Cameroun situé dans le département du Manyu et la Région du Sud-Ouest, à proximité du Parc national de Takamanda et de la frontière avec le Nigeria. Il fait partie de la commune d'Akwaya.

## Population
Avec Atolo, Matene I est l'une des rares localités où on parle l'evant, une langue bantoïde méridionale, dite « tivoïde », en voie de disparition.